# Plazenica
Plazenica je planina u BiH.

## Položaj
Smještena je odmah do tunela Kupreških vrata na putu prema Bugojnu. Nalazi se na sjeveroistoku općine Kupres i jugu općine Donje Uskoplje (Donji Vakuf). Istočno su Velika (1417 m) i Mala Vrljevača (1257 m) i Velika Šuljaga (1532 m). Ka jugozapadu je Kupreško polje. Najviši vrh planine je Velika Plazenica (1765 m), Damirovac.

## Znamenitosti
Ljeta 2018., povodom obilježavanja 25. obljetnice osnutka Hrvatske Republike Herceg-Bosne, entiteta zahvaljući čijoj su se oružanoj sili (Hrvatskom vijeću obrane) Hrvati u BiH obranili u ratu, izrađen je golemi grb Herceg-Bosne.

## Vanjske poveznice
- Dinarsko gorje  Arhivirana inačica izvorne stranice od 25. rujna 2020. (Wayback Machine) Plazenica